# One Shot Telefilm
Le migliori canzoni delle migliori serie TV in questo album della collana One Shot dalla Universal Music.

## One Shot Telefilm
1. Pratt & Mcclain – Happy Days (Happy Days) – 2:37
2. Bruno D'Andrea – Na-no na-no (Mork & Mindy) – 3:06
3. The Rembrandts – I'll be there for you (Friends) – 3:09
4. Vic Mizzy – The Addams Family (La famiglia Addams) – 2:00
5. Little Tony – The love boat (Profumo di mare) (Love Boat) – 3:34
6. Mal – Furia (Furia) – 3:08
7. Claudio Simonetti – College (College) – 4:31
8. Phantom Planet – California (The O.C.) – 3:14
9. Neal Hefti – Batman Theme (Batman) – 2:19
10. Oliver Onions – Sandokan (Sandokan) – 3:01
11. Jack Elliot & Allyn Ferguson – Charlie's Angels (Charlie's Angels) – 2:47
12. The Beloved – Sweet Harmony (Melrose Place) – 5:02
13. Jan Hammer – Miami Vice Theme (Miami Vice) – 2:28
14. Martelli & Alberelli – La ballata di Bo e Luke (Hazzard) – 3:36
15. The City Of Prague Philharmonic Orchestra – The A-Team (A-Team) – 3:25
16. Al Caiola – Bonanza (Bonanza) – 2:16
17. Bill Conti – Theme from Dynasty (Dynasty) – 2:42
18. Oliver Onions – Orzowei (Orzowei, il figlio della savana) – 3:43
19. Mike Post – Theme from Magnum P.I. (feat. Larry Carlton) (Magnum, P.I.) – 3:27
20. The City Of Prague Philharmonic Orchestra – Dallas (Dallas) – 3:15

Durata totale: 63:20